# El Plata
El Plata es un café cantante con espectáculos de cabaré de Zaragoza (España) situado en la calle Cuatro de Agosto, 23, en el sector urbano de la capital maña conocido como El Tubo, junto a la Puerta Cinegia.

## Historia
Fue fundado en 1920, con el nombre de «La Conga», en la época de moda de los tangos y en el que trabajaban 40 señoritas para atender a los parroquianos. El coste era de veinticinco céntimos la pieza, de los cuales quince céntimos eran para ellas y diez para la casa. La Conga fue cerrado por la dictadura de Miguel Primo de Rivera, aunque reabierto de nuevo a los pocos meses. Al comienzo de la década de 1940 tomó el nombre «El Plata», como café-cantante, con tres funciones diarias. Entre su público se mezclaban los terratenientes agrarios —los de «la boina»— y los militares del próximo cuartel de San Gregorio y la Academia General Militar. La sesión de la tarde era tradicionalmente conocida como la de «la boina», si bien su fama se extendería por España gracias a los mozos que cumplieron en Zaragoza su servicio militar.
Por su escenario desfilaron artistas de la copla y la revista de la época como Encarnita Montoya, Luchi Pardo, Isabelita Conde, Luisita Teruel, Mayte —la de los «Besos de celofán», vocalista que llegó a gran vedette y se casó con un americano—, las hermanas Siboney y Esparza, las Castillo o ‘el negro Tonson’. Era habitual que algunas de las artistas más populares alcanzasen la categoría como «de la casa», entre estas: Mary de Lis, Marga Castillo, Mónica, Celia, Christa, Ana Grey y Conchita Lucero, muy populares y con contratos de larga duración.
El 3 de mayo de 1992 se cerró El Plata y el local fue comprado por la sociedad Aramersa, y en 1995 participado por la Sociedad Municipal de la Vivienda por su valor de enclave histórico. Se inició entonces un proyecto de reforma con el arquitecto Javier Ruiz Tapiador, que concluiría otro arquitecto, José Manuel Pérez Latorre. Las obras de reforma y ampliación se prolongaron durante dieciséis años, hasta que, el 12 de junio de 2008, coincidiendo con la Exposición Internacional de Zaragoza de ese año, se reabrió El Plata.
El empeño de la dueña del local, Joaquína Laguna, en mantener el proyecto de rehabilitación fiel al local original, fue secundado por el cineasta Bigas Luna, los parroquianos de la capital zaragozana y sectores del mundo cultural aragonés. Esta nueva etapa comenzó con las actuaciones de dos artistas de la época en que se cerró, Marga Castillo y Mary de Lis, junto a nuevos fichajes. El local, además, se amplió con una sala de billares adyacente, también recuperada.

## El local
Permanecen los elementos decorativos art decó que le dieron su personalidad y por la que fue conocido, los plafones, el fondo pintado con palmeras, las cristaleras, algunas mesas de formica, las molduras de escayola imitando mármoles, el gres del suelo, los zócalos, las columnas con las mismas basas y espejuelos y la disposición del escenario con su mural tropical, obra del pintor oscense Pepe Cerdá.
El Plata tuvo una lejana réplica en locales similares del resto de España, como La Venta Eritaña o Las Siete Puertas de la Alameda, en Sevilla; El Royalti de la calle San Francisco, La Granja y el Iruña, en Bilbao; o El Molino, en Barcelona.